# دیپ ریور (واشینگتن)
دیپ ریور (به انگلیسی: Deep River) یک منطقهٔ مسکونی در ایالات متحده آمریکا است که در شهرستان واهکیکوم، واشینگتن واقع شده‌است. دیپ ریور ۳۵٫۰۶۳ کیلومتر مربع مساحت و ۲۰۴ نفر جمعیت دارد و ۶۱٫۸۸ متر بالاتر از سطح دریا واقع شده‌است.